# Will Chase
Will Chase (* 12. září 1970, Frankfort, Kentucky, Spojené státy americké) je americký herec a zpěvák, nejznámější z broadwayských muzikálů.

## Životopis
Narodil se v městě Frankfort v Kentucky do rodiny Jerry a Betty Chasových jako nejmladší z tří synů. Absolvoval Western Hills High School a Oberlin Conservatory of Music, kde studoval dirigování a perkuse.
Poprvé hrál na Broadwayi v roce 1998 jako „Squeegee Man“ a záskok za roli Rogera v muzikálu Rent; také hrál Rogera v posledním původním uvedení Rentu na Broadwayi, které se natočilo a vznikl z něho divadelní záznam Rent: Filmed Live on Broadway. Dále si na Broadwayi zahrál v muzikálech Miss Saigon, Donaha! (2001), Lennon (2005), Aida a Billy Elliot.
V roce 2005 hrál Nevilla Cravena v koncertu u příležitosti Světového dne boje proti AIDS v Secret Garden. Mezi jeho nejznámější televizní pořady patří například seriály Právo a pořádek, Třetí hlídka a Usvědčení. Měl malou roli ve filmu Drsnej Shaft.
V červenci 2009 hostoval v seriálu Zákon a pořádek: Zločinné úmysly v epizodě „Passion“. V roce 2011 se objevil v seriálech Ztracený Valentýn spolu s Jennifer Love Hewitt a Betty Whiteovou, Milionový lékař, Spravedlnost v krvi a Pan Am.
V roce 2012 se objevil v seriálu Ve službách FBI v epizodě „Neighborhood Watch“. O rok později hrál roli Michaela Swifta v seriálu televize NBC s názvem Smash. V seriálu Nashville ztvárnil countryového zpěváka Luka Wheelera. O rok později hrál titulní roli ve filmu Butterflies of Bill Baker.
V červnu 2016 nahradil Christiana Borla ve hře Something Rotten! v roli Williama Shakespeara.

## Osobní život
Má dvě dcery, Dacie a Gracie, z předchozího manželství s Lori Chase. Dne 15. listopadu 2009 si vzal Stephanie Gibson. Pár se odloučil v roce 2011 a v lednu 2012 podali žádost o rozvod. V letech 2011 až 2014 chodil se svou kolegyní ze seriálu Smash, herečkou Debrou Messing.